# Chinese krokodilstaarthagedis
De Chinese krokodilstaarthagedis (Shinisaurus crocodilurus) is een hagedis uit de familie Shinisauridae.

## Naamgeving en taxonomie
De wetenschappelijke naam van de Chinese krokodilstaarthagedis werd voor het eerst voorgesteld door Ernst Ahl in 1930. Het is de enige soort uit het geslacht Shinisaurus, dat eveneens door Ahl werd beschreven. De soortaanduiding crocodilurus betekent vrij vertaald 'krokodilachtige staart'. De wetenschappelijke geslachtsnaam Shinisaurus is een eerbetoon aan de Chinese professor Shu-szi Sin.
De hagedis werd lange tijd tot de familie knobbelhagedissen (Xenosauridae) gerekend maar wordt tegenwoordig vanwege de sterk afwijkende fysiologie en levenswijze als de enige vertegenwoordiger van de familie Shinisauridae gezien en wordt soms zelfs beschouwd als de enige vertegenwoordiger van de infraorde Shinisauroidea. Lange tijd waren er geen ondersoorten bekend, tot in 2016 de ondersoort Shinisaurus crocodilurus vietnamensis werd beschreven door Mona van Schingen.

### Ondersoorten
Er worden twee ondersoorten erkend, welke onderstaand zijn weergegeven met de auteur en het verspreidingsgebied.
| Naam                                  | Auteur             | Verspreidingsgebied                                 |
| ------------------------------------- | ------------------ | --------------------------------------------------- |
| Shinisaurus crocodilurus crocodilurus | Ahl, 1930          | China (Guangxi, Guangdong, Guizhou, Hunan), Vietnam |
| Shinisaurus crocodilurus vietnamensis | van Schingen, 2016 | Noordoostelijk Vietnam                              |

## Uiterlijke kenmerken
De Chinese krokodilstaarthagedis bereikt een totale lichaamslengte van ongeveer 40 centimeter. De hagedis is makkelijk te herkennen aan de opvallende roodbruine flanktekening. Op de staart zijn twee rijen opstaande vergrote schubben aanwezig, zodat de staart aan die van een krokodil doet denken. De stompe snuit is lichtgrijs met donkere strepen net als de rest van het lichaam. Alleen de flanken verschillen van kleur. Het dier heeft een oranje iris en de poten zijn donkergrijs tot zwart. De mannelijke Chinese krokodilstaarthagedis is kleurrijker dan het vrouwtje, in elk geval in de paartijd.

## Levenswijze

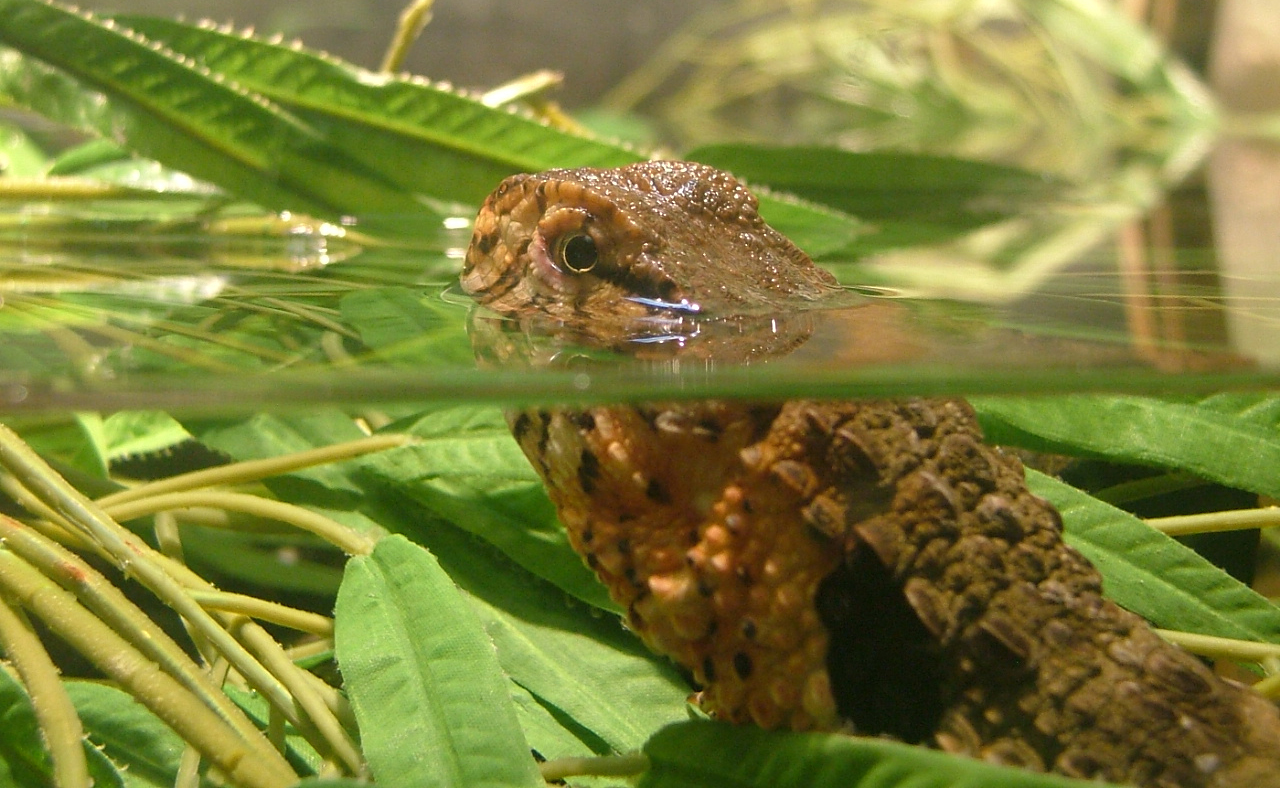
De hagedis brengt veel tijd in het water door.

Het voedsel van deze semi-aquatische hagedis bestaat uit visjes, kikkerlarven en salamanders. Om niet op te vallen kan het dier urenlang, zelfs halverwege een stap, stokstijf blijven staan. In koude nachten wordt de stofwisseling enkele uren bijna stilgelegd om energie te besparen. Bij gevaar duikt de hagedis meteen het water in. Het dier kan gedurende lange tijd onder water blijven, waarbij de zuurstofbehoefte sterk gereduceerd wordt.
De Chinese krokodilstaarthagedis is eierlevendbarend: het vrouwtje in de loop van enkele dagen twee tot twaalf jongen die direct in het water ter wereld komen. Ze kunnen dan meteen zwemmen en voor zichzelf zorgen. Ze hebben 9 tot 12 maanden in de buik van hun moeder gezeten en zijn volledig ontwikkeld, afgezien van hun voortplantingsorganen. De jongen zitten veel in en rondom ondiep water, alwaar ze visjes, kikkervisjes, insecten en andere kleine dieren vangen.
Als de watertemperatuur onder de 15,5 °C komt, zoeken de dieren elkaar op voor de winterslaap. Ze kunnen dan met meerdere exemplaren worden aangetroffen in rotsspleten of in holen.

## Verspreiding en habitat
Deze erg zeldzame soort komt voor in Azië; in noordoostelijk Vietnam en in de Chinese autonome regio Guangxi. De habitat bestaat uit subtropische bossen, altijd in de buurt van water. De hagedis is semi-aquatisch en leeft op de berghellingen bij stromende of stilstaande wateren.
De soort is aangetroffen op een hoogte van ongeveer 200 tot 1500 meter boven zeeniveau.

## Beschermingsstatus
Door de internationale natuurbeschermingsorganisatie IUCN is de beschermingsstatus 'bedreigd' toegewezen (Endangered of EN).
Het voortbestaan van de Chinese krokodilstaarthagedis wordt bedreigd door dierenhandel en verlies van leefruimte. Momenteel leven er nog zo’n 950 exemplaren in het wild. In Artis leven er twee in het reptielenhuis.